# Fairfield Glade
Fairfield Glade is een plaats (census-designated place) in de Amerikaanse staat Tennessee, en valt bestuurlijk gezien onder Cumberland County.

## Demografie
Bij de volkstelling in 2000 werd het aantal inwoners vastgesteld op 4885.

## Geografie
Volgens het United States Census Bureau beslaat de plaats een oppervlakte van
57,6 km², waarvan 56,4 km² land en 1,2 km² water.

## Plaatsen in de nabije omgeving
De onderstaande figuur toont nabijgelegen plaatsen in een straal van 32 km rond Fairfield Glade.